# Lære og Pagter
Lære og Pagter (dansk: Før 1951 Lærdommens og Pagtens Bog) er en åben kanoniseret hellig skrift i flere af de forskellige trossamfund, som udspringer fra Joseph Smiths kristi kirke dvs. at der kan tilføjes nye åbenbaringer til de eksisterende. Lære og Pagter blev første gang udgivet i 1835 som en senere udgave af Befalingernes Bog (The Book of Commandments), før splittelsen af kirken og Joseph Smiths død i 1844. Lære og Pagter udgives primært af Jesu Kristi Kirke af Sidste Dages Hellige og Kristi Samfund. 
Lære og Pagter bestod oprindeligt af to dele, en lære-del kaldet Forelæsninger om Troen samt en pagt-del med forskellige åbenbaringer eller pagter givet til Joseph Smith. Både Mormonkirken (i 1921) og Kristi Samfund (i 1897) har fjernet lære-delen fra deres udgaver af Lære og Pagter. 

## Befalingernes Bog
Befalingernes Bog (Book of Commandments) er den tidligste kendte udgivelse af mange af Joseph Smiths åbenbaringer, som findes i Lære og Pagter. Den blev kun trykt 3-5000 eksemplarer i 1833, selv om der var planlagt 10.000. Der kendes kun under 30 eksemplarer af bogen i dag, hvoraf flere mangler sider. Bogen blev underskrevet af 10 vidner, hvoraf seks forlod mormonismen efter bl.a. at have kritiseret ændringerne i åbenbaringerne ved udgivelsen af Lære og Pagter, som også var blevet udgivet i Befalingernes Bog. Nogle af de ændringer, der fandt sted, var tilføjelsen af præstedømmet, som ikke var blevet nævnt i Befalingernes Bog, dertil stod der i denne bog, at Joseph Smiths eneste kald var at oversætte Mormons Bog, hvilket blev ændret til det første kald. En anden ændring var tilføjelsen af Urim og Tummim, som nævnes i Lære og Pagter heller ikke nævntes i denne bog. Befalingernes Bog indeholdt kun 65 afsnit. Nogle mindre mormonsekter mener at Joseph Smith ved udgivelsen af Lære og Pagter, mistede sit kald som profet, de bruger derfor ikke Lære og Pagter, men genoptryk af Befalingernes Bog. 

## Lære og Pagter iJesu Kristi Kirke af Sidste Dages Hellige
Mormonkirkens (Jesu Kristi Kirke af Sidste Dages Helliges) udgave af bogen indeholder åbenbaringer givet til hovedsaglig mormonismens grundlægger Joseph Smith. Enkelte åbenbaringer er dog givet til nogle af profeterne i Mormonkirken, nemlig Brigham Young, John Taylor og Joseph F. Smith.
I Lære og Pagter er der i dag kanoniseret 138 åbenbaringer eller afsnit, som de betegnes i bogen. Lære og Pagter betragtes som en åben bog med mulighed for tilføjelse af flere åbenbaringer. Sådanne må nødvendigvis modtages af kirkens præsident (kaldet profeten), og efterfølgende godkendes af Det første præsidentskab, som er kirkens øverste juridiske instans. Sidst en sådan åbenbaring blev optaget i Lære og Pagter var i 1978, hvor en tidligere åbenbaring fra 1918 blev kanoniseret som bogens 138. afsnit.
Lære og Pagter indeholder både historiske og teologiske elementer. Af væsentlige teologiske emner er Templer, Den evige ægteskabspagt, begrebet Zion, Israels indsamling, Præstedømmet som Guds orden på jorden, livet før dette liv (forudtilværelsen) samt livet efter dette liv (åndeverdenen) samt de evige tilstande efter dommens dag (Celistiale-, terristiale- og telestiale riger). 
Lære og Pagter er nok den af Mormonkirkens hellige skrifter, som har undergået flest ændringer, siden den blev udgivet første gang som Befalingernes Bog. Den mest kontroversielle ændring fandt sted i 1876, da Mormonkirken tilføjede afsnit 132, som tillader flerkoneri, og fjernede afsnit 101 (afsnit 109 i udgaven fra 1844) som forbød flerkoneri. Åbenbaringen kritiseres bl.a. af Kristi Samfund, som forkaster tanken om, at Joseph Smith skulle have modtaget denne åbenbaring. De har i modsætning til Mormonkirken aldrig tilladt flerkoneri eller anerkendt, at Joseph Smith var gift med andre end Emma Smith. Afsnit 109 er det eneste afsnit, som Mormonkirken ikke længere har i deres udgave af Lære og Pagter, som fandtes i 1844-udgaven. Afsnit 103 i 1835-udgaven blev ikke inkluderet i senere udgaver af Lære og Pagter. Udover afsnit 132 blev følgende afsnit tilføjet til mormonkirkens udgave af Lære og Pagter i 1876: 2, 13, 77, 85, 87, 108–111, 113–118, 120–123, 125, 126, 129–131 og afsnit 136.
Af andre ændringer er, at der indtil 1981 blev brugt kodenavne om personer og steder i visse dele af bogen, disse er nu erstattet af personernes og stedernes rigtige navne. Kristi Samfund bruger fortsat kodenavnene i deres udgave.

## Lære og Pagter i Kristi Samfund
Kristi Samfunds nuværende udgave af Lære og Pagter indeholder 164 afsnit, hvoraf de første 113 afsnit er givet af Joseph Smith: Af de 113 afsnit er de 107 klassificeret som åbenbaringer.
I 1970 besluttede Kristi Samfund på deres verdenskonference at fjerne afsnit 107, 109, 110, 113 og 123, fordi de ikke mente at de var blevet accepteret af en kirkekonference. Disse afsnit indeholdt læren om tempelordinancer og dåb for de døde, som denne kirke i modsætning til Mormonkirken aldrig har udført eller anerkendt. Da afsnit 156, som tillod kvinder at blive ordineret til præster samt befalingen om at bygge kirkens andet tempel i Independence i Missouri blev tilføjet til Lære og Pagter, medførte det det største frafald fra Kristi Samfund siden Joseph Smith III havde accepteret kaldet som profet. Som en konsekvens af dette dannedes to nye trossamfund af de frafaldne. Disse trossamfund ser sig hver især som de rette arvtagere til Joseph Smiths kristi kirke. De kaldes  Jesu Kristi Genoprettelseskirke af Sidste Dages Hellige og Jesu Kristi Levningskirke af Sidste Dages Hellige. 

## Lære og Pagter i andre mormonsekter
- Jesu Kristi Kirke af Sidste Dages Hellige (Strangiter) benytter sig af 1846-udgaven af Lære og Pagter, som blev udgivet i Nauvoo, Illinois og som stort set er identisk med 1844-udgaven. Sidste genoptryk blev lavet i 1993.

- Kristi Kirke (Tempel Lot) mener, at det faktum, at der blev foretaget enorme ændringer i åbenbaringerne, som oprindeligt blev udgivet i Befalingernes Bog før Lære og Pagter, er et resultat af, at Joseph Smith blev en frafalden fra hans oprindelige kald som profet. Derfor benytter de sig kun af Befalingernes Bog og forkaster Lære og Pagter. Det skal bemærkes, at de andre omtalte trossamfund ikke mener, at Joseph Smith endte med at vanære sit kald som profet.

- Genoprettelsesgrenene benytter sig af afsnit 1-144 af Kristi Samfunds Lære og Pagter.

- Jesu Kristi Levningskirke af Sidste Dages Hellige benytter sig også af afsnit 1-144 af Kristi Samfunds Lære og Pagter samt de senere afsnit R 145–R 153 af deres profet Frederick Niels Larsen.